# SK Slovan-Hütteldorfer AC
Der SK Slovan-Hütteldorfer AC ist ein österreichischer Fußballverein aus dem Wiener Bezirk Penzing. Er ging aus dem 1902 von der tschechischen Minderheit in Wien in Favoriten gegründeten Sportovní Klub Slovan ve Vídni (Sportklub Slawe in Wien) hervor, der zwischen 1923 und 1950 insgesamt neun Saisonen in der höchsten Spielklasse Österreichs spielte und 1924 das Pokalfinale erreichte. Die beste Ligaplatzierung war der sechste Rang von 1926. Prominentester Spieler der Vereinsgeschichte war der legendäre Josef "Pepi" Bican, einer der erfolgreichsten Torschützen der Fußballgeschichte. In der Zeit des Anschlusses firmierte der Verein als AC Sparta. Das Franz-Horr-Stadion, heutige Heimstätte des FK Austria Wien, wurde 1922–25 vom Slovan ursprünglich als České srdce-Stadion ("Tschechisches Herz-Stadion") erbaut. Allgemein wird auf den historischen SK Slovan als "der Slovan" Bezug genommen.
1960 fusionierte der SK Slovan mit dem SV für Arbeiter und Angestellte ÖMV Olympia 33 und benannte sich in SK Slovan-Olympia um. Der Platz von Olympia an der Steinbruchstraße wurde zur neuen Heimat des Vereins. 1976 vereinigte sich der Verein mit dem 1911 gegründeten Hütteldorfer AC zum heutigen SK Slovan-Hütteldorfer AC. Die größten Erfolge seither waren der dreimalige Gewinn der Wiener Stadtmeisterschaft und der Meistertitel der drittklassigen Regionalliga Ost von 1988. Prominenteste Spieler in den letzten Jahrzehnten waren die ehemaligen tschechoslowakischen Nationalspieler Jozef Adamec, Ján Popluhár sowie der Europameister von 1976 Antonín Panenka, die beim Verein ihren Austrag verbrachten. Der österreichische Nationalspieler Ümit Korkmaz ging aus der Jugend hervor.
Der SK Slovan-Hütteldorfer AC stieg zuletzt wieder 2017 in die viertklassige Wiener Stadtliga auf.

## Geschichte

### Anfangsjahre, Cupfinale und Erste Liga
Der SK Slovan wurde am 11. Jänner 1902 mit den Vereinsfarben Grün-Weiß gegründet und ging aus der seit 1898 bestehenden "Vereinigung tschechischer Sportfreunde in Wien" hervor. Erstmals sportlich in Erscheinung trat der Verein 1915 mit dem Aufstieg in die zweite Spielklasse Österreichs. Nachdem sich die Grün-Weißen in der zweiten Liga festsetzen konnten, verpassten sie 1922 nur denkbar knapp den Aufstieg. Gemeinsam mit dem Wiener AC und Germania Schwechat schloss Slovan die Meisterschaft punktgleich mit 42 Zählern an der Tabellenspitze ab und scheiterte nur auf Grund des schlechteren Sieg-Niederlage-Verhältnis am Aufstieg. In der folgenden Saison war der Punkteabstand umso größer. Mit 10 Zählern auf den Zweiten SC Bewegung XX gelang erstmals in der Vereinsgeschichte der Aufstieg in die erste Liga.
1924 hielt man sich in der Erstklassigkeit und hatte am Ende der Meisterschaft nur einen Punkt auf den Absteiger und Bezirksrivalen Hertha. Großen Anteil am Klassenerhalt hatte der österreichische Vize-Torschützenkönig Rudolf Hanel. Im selben Jahr erreichte Slovan allerdings nach Siegen über Viktoria V, Jedlersdorf, SK Admira Wien, Wiener AF und Wiener AC das Cup-Finale, wo sie in Simmering dem Amateuren gegenüberstanden. Mit insgesamt 14 Toren ging dieses Spiel als eines der spannendsten und als das trefferreichste in die österreichische Cupgeschichte ein. Die großen Außenseiter Slovan führten gegen den amtierenden Meister aus Ober Sankt Veit bereits mit 3:1 und in der 90. Minute noch mit 4:3, ehe Ferdinand Swatosch mit einem Tor wenige Sekunden vor Abpfiff eine Verlängerung erzwang. Die Veilchen konnte rasch mit 7:4 in Führung gehen, doch Slovan kämpfte sich noch einmal auf 6:7 heran. Erst Viktor Hierländers 8:6 machte die grün-weißen Cupträume zunichte.
In den folgenden Jahren befand sich Slovan allerdings weiterhin meist im unteren Tabellendrittel und musste 1929 schließlich den Abstieg in die zweite Liga hinnehmen. In der II. Liga konnte sich der Verein nach einem Dreikampf mit dem Brigittenauer AC und dem Favoritner FC Vorwärts 06 allerdings durchsetzten und den sofortigen Wiederaufstieg 1930 schaffen. Nach zwei letzten Plätzen in Folge – 1931 war der Abstieg ausgesetzt – ging es für die Grün-Weißen allerdings bereits 1932 wieder zurück in die II. Liga. Der SK Slovan schaffte in der Folgezeit nicht mehr den Wiederaufstieg, wenn er auch mehrfach nur knapp dabei scheiterte: 1935 gewann man zwar die Zweitligameisterschaft, verlor allerdings in der Relegation gegen den Favoritner AC mit einem Gesamtscore von 3:4.

### Letzter Auftritt in der Staatsliga und jüngere Vergangenheit
Nach dem Anschluss Österreichs an das Deutsche Reich war der Verein der tschechischen Mitbürger einer ständigen Kontrolle und Bevormundung durch die neuen Machthaber ausgesetzt. Besonders im Jahr 1938 war die Existenz des Vereins massiv gefährdet. Mehrmals wurden wichtige Spieler Slovans vor angesetzten Pflichtspielen im Rahmen von staatspolizeilichen Untersuchungen durch die Gestapo oder die Wiener Polizei an einer Spielteilnahme gehindert, so dass sich oftmals nur sechs bis sieben Fußballer am Spielfeld einfanden. Ein großer Teil der Slovan-Mitglieder tschechischer Herkunft wurde in den "Arbeitseinsatz" eingereiht und in alle Windrichtungen zerstreut. Im Zuge der Germanisierung der Vereine musste der langjährige Sektionsleiter Alois Janousek und mit ihm alle anderen Funktionäre, die nicht den Vorstellungen der neuen Machthaber entsprachen, zurücktreten. Die Vereinsführung wurde der damaligen Zeit entsprechend in "reinrassige Hände" gelegt. Auch der Name "Slovan", der den Nationalsozialisten ein Dorn im Auge war, wurde verboten. Die von den Nationalsozialisten vorgeschlagenen Bezeichnungen Eintracht und Germania X lehnten aber auch die neuen Funktionäre Slovans vehement ab. Durch das Entgegenkommen eines Funktionärs des Wiener Fußballverbandes durfte der Verein ab Herbst 1940 als AC Sparta Wien weiterspielen.
Nach dem Ende des Zweiten Weltkrieges nahm der "AC Sparta" 1945 wieder seinen eigentlichen Klubnamen an. In der ersten Nachkriegssaison erreichte Slovan prompt den zweiten Tabellenrang in der 2. Klasse und konnte bereits drei Saisonen später die Zweitligameisterschaft vor dem Heiligenstädter SV und ein letztes Mal den Aufstieg in die Erstklassigkeit feiern. In der Staatsliga blieb der Klub mit nur zwei Siegen aus 24 Spielen allerdings 1950 chancenlos und stieg wieder ab. 1951 wurde allerdings auch der Klassenerhalt in der Staatsliga B verpasst – Slovan rutschte innerhalb von zwei Jahren von der ersten in die dritte Liga ab.
Der Klub war nur noch 1966 ein weiteres Mal in der zweiten Liga vertreten und konnte seitdem nicht mehr ins hochklassige österreichische Fußballgeschehen eingreifen. Im Jahre 1976 kam es schließlich zu einer Fusion mit dem 1911 gegründeten Hütteldorfer AC, was große Einbußen hinsichtlich des tschechischen Charakters des Vereins zur Folge hatte. Slovan konnte noch einmal für Aufsehen sorgen, als der große Fußballstar Antonín Panenka am Ende seiner Laufbahn zum Verein wechselte und ihn zum Meistertitel 1987/88 in der drittklassigen Regionalliga schoss. Der Aufstieg wurde Slovan allerdings vom ÖFB verwehrt, da man seit 1983 einen Kunstrasenplatz hatte, welcher damals noch nicht für die zweite Liga zulässig war. Seit dem Abstieg aus der Wiener Stadtliga 2001 spielte der Verein in der fünftklassigen Oberliga A. 2008 schaffte man den Meistertitel in der Oberliga A und damit den Wiederaufstieg in die Wiener Liga.
Der letzte erfolgreiche Auftritt im ÖFB-Cup war 1983/84 zu verzeichnen, als die Mannschaft mit Tormann Alexander Vencel bis ins Viertelfinale vordrang, wo es am 14. März ein Heim-0:5 gegen Austria Wien gab.
Nach 5 Stadtliga-Saisonen musste man 2012/2013 den Abstieg in die Oberliga-A zur Kenntnis nehmen. In der Folge gelang die Qualifikation für die 2. Landesliga im Zuge der Ligareform 2014. Nach der wenig erfolgreichen Saison 2014/2015 und dem Abstieg in die Oberliga folgte 2015/16 der Meistertitel in der Oberliga-A und damit der sofortige Wiederaufstieg in die 2. Landesliga. In der Saison 2016/2017 konnte sich der SK Slovan HAC erneut den Titelgewinn und damit den Aufstieg in die Wiener Stadtliga sichern.
In der Saison 2017 feiert der SK Slovan-HütteldorferAC sein 115-jähriges Bestandsjubiläum.

## Stadion „České srdce – Tschechisches Herz“
In der Anfangszeit des Klubs spielte man auf verschiedenen Plätzen, am Laaer Berg, auf der Schmelz sowie in Heiligenstadt, da der Verein noch keinen eigenen Heimplatz hatte. Zeitweise nistete man sich auch auf den Plätzen der Cricketer im Wiener Prater sowie der Wacker in Meidling ein. Mit wachsendem Erfolg wurde der Bau eines eigenen Stadions unumgänglich. 1922 wurde der „Tschechisches-Herz“-Platz am Favoritner Laaer Berg eingerichtet, der in der Folgezeit bis zur Eröffnung im August 1925 zu einem Stadion ausgebaut wurde. Der Ausbau brachte den Sportklub allerdings in den Folgejahren in finanzielle Schwierigkeiten. Dieser Sportplatz existiert heute noch, wird allerdings nicht mehr von Slovan benutzt, sondern von der Wiener Austria, die auf diesem ihr Franz-Horr-Stadion errichtete. Slovan spielt heute nicht mehr in Favoriten, sondern zog in den 1970ern an die Steinbruchstraße in Breitensee.

## Bekannte Spieler

### Nachwuchs
- Ümit Korkmaz (von 1996 bis 2005 und seit 2020)
- Markus Briza (von 1986 bis 1992)

### Nationalspieler
- Franz Czernicky (1 Länderspiel für Österreich 1927)
- Franz Eckl (7 Länderspiele für Österreich von 1919 bis 1928, davon 4 für Slovan)
- Rudolf Hanel (2 Länderspiele für Österreich 1926)
- Rudolf Hencl (1 Länderspiel für Österreich 1931)

### Legionäre
- Jozef Adamec
- Antonín Panenka
- Ján Popluhár
- Alexander Vencel

## Erfolge
- 9 × Erstligateilnahme: 1924–1929; 1931–1932; 1950 (6. Platz 1926)
- 4 × Meister der Zweiten Liga: 1923, 1930, 1935, 1949
- 1 × Pokalfinale: 1924

## Weitere Sektionen
Der SK Slovan unterhielt einst noch weitere Sektionen für den Sport der tschechischen Minderheit. Erfolgreich war hier unter anderem die erste Volleyballmannschaft der Damen, die in einer Spielgemeinschaft mit Olympia Wien von 1961 bis 1964 und 1966 insgesamt fünfmal österreichischer Meister wurde.
In den ersten Jahrzehnten des 20. Jahrhunderts gab es eine Eishockeyabteilung, die mehrmals an den österreichischen Meisterschaften teilnahm.